# Agnetenkloster
Agnetenkloster oder Agneskloster ist der Name folgender nach der Heiligen Agnes benannter Klöster:
Deutschland
- Agneskloster (Bocholt), siehe Agneskapelle (Bocholt)
- Kloster Sankt Agnes (Lauingen)
- Agnetenkloster Magdeburg
- Kloster Sankt Agnesen (Schaffhausen)
- Agnetenkloster Trier
- Agnetenkloster Würzburg
- Agnetenkloster Xanten

Belgien
- Agnetenkloster Maaseik
- Agnetenkloster Tongeren

Tschechien
- Agneskloster (Prag)